# Embarcadère Blake (Stanley)

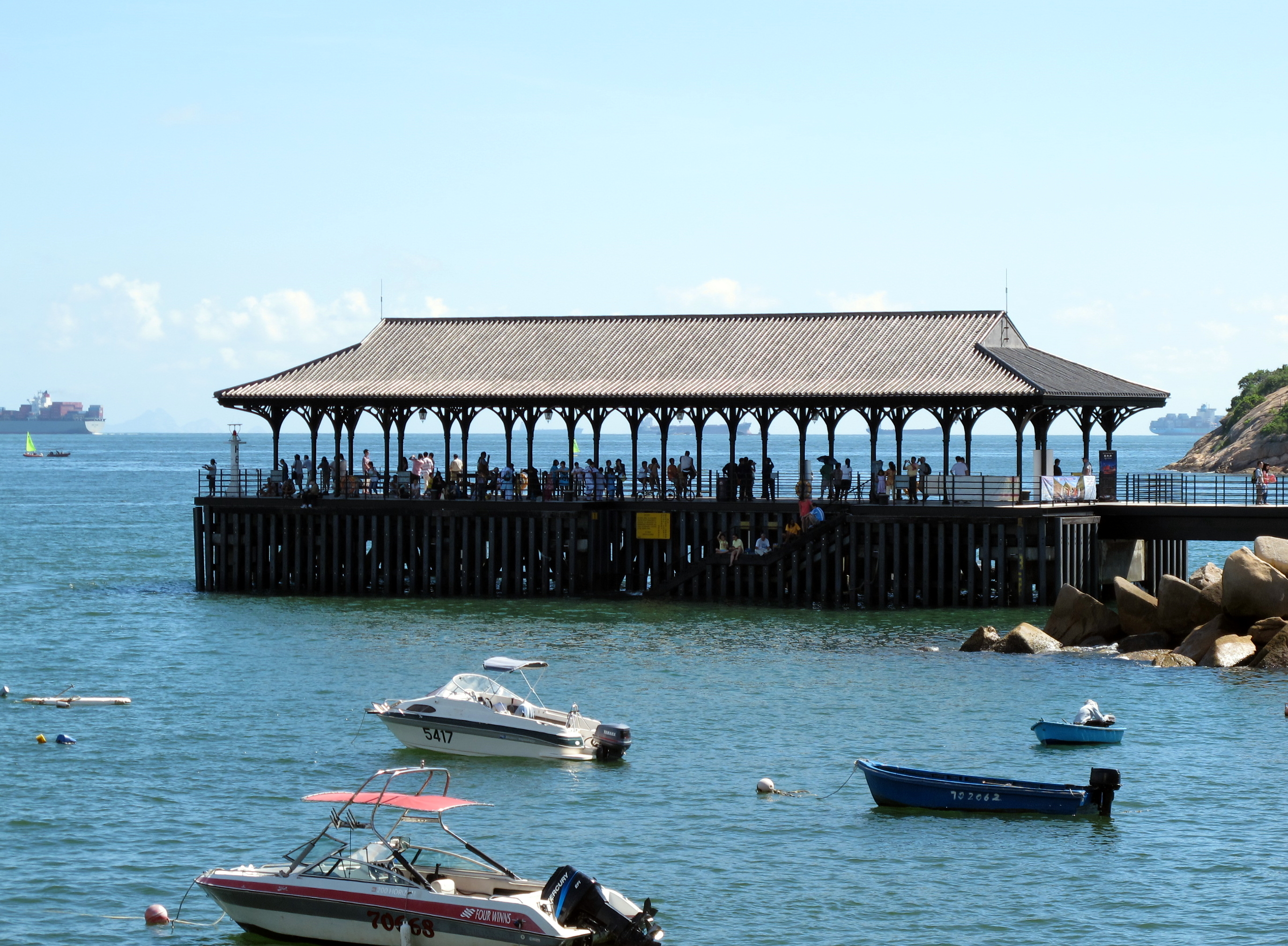
L'embarcadère Blake à Stanley.

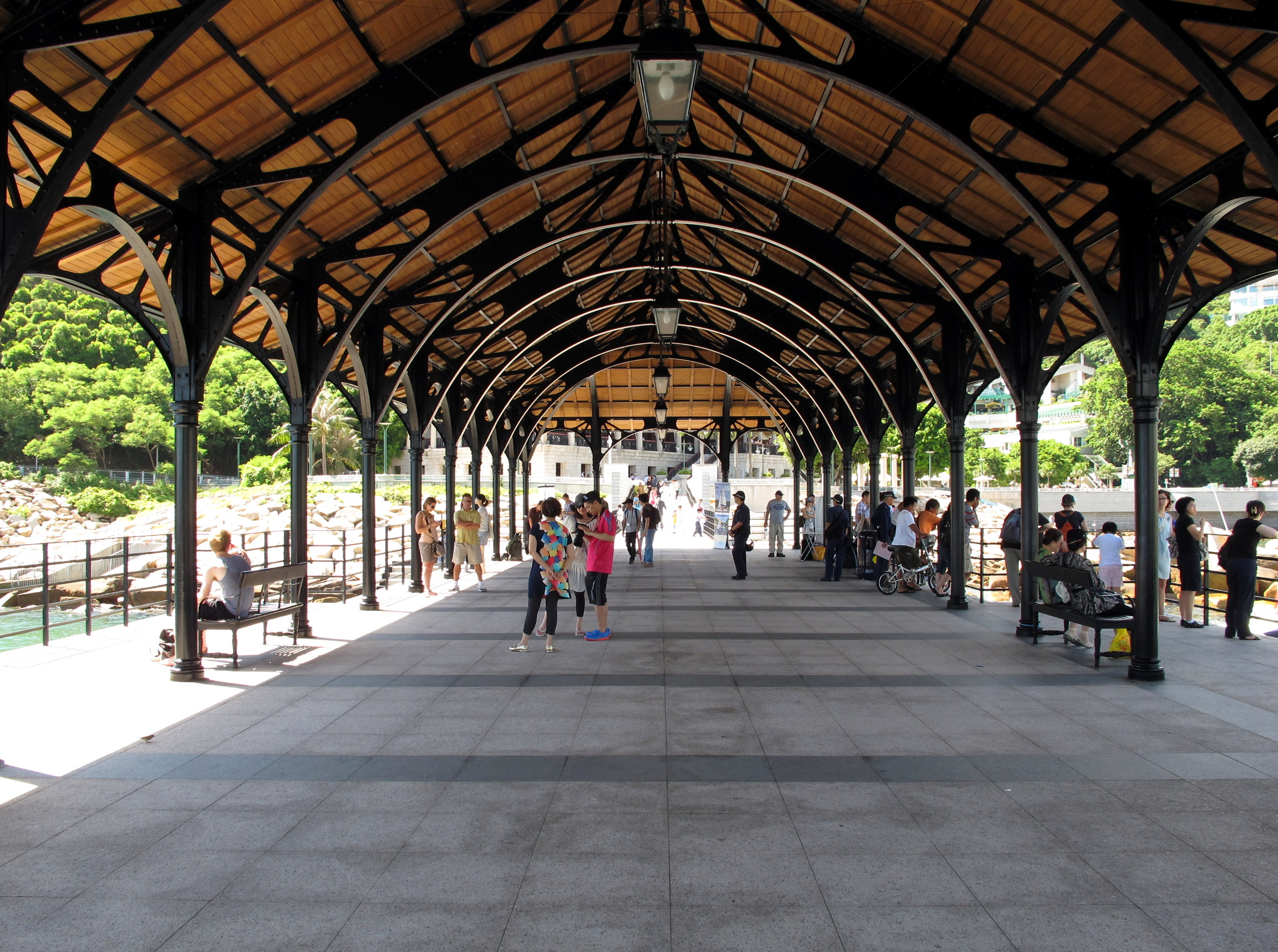
Intérieur de l'embarcadère.

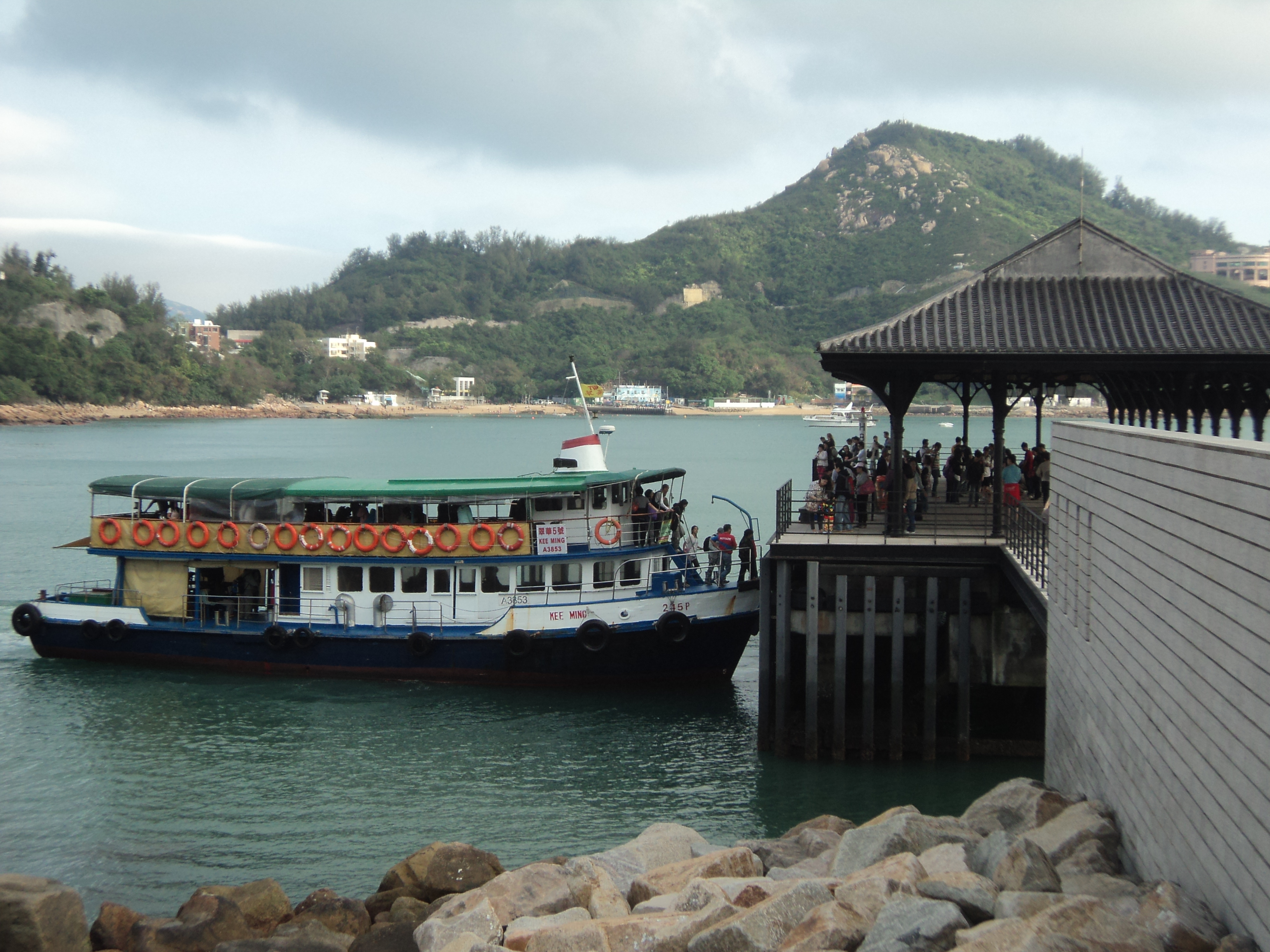
Un ferry de la accostant à l'embarcadère.

Ne doit pas être confondu avec Embarcadère Blake (Central).
L'embarcadère Blake (赤柱卜公碼頭, Blake Pier) est une jetée publique située à Stanley au sud de l'île de Hong Kong. Ce nom faisait autrefois référence à l'embarcadère Blake de Central. Il est nommé d'après Henry Arthur Blake, 12e gouverneur de Hong Kong et était à l'origine situé à l'emplacement de la construction de la phase 1  du terre-plein de Central (en).
La structure supérieure de l'embarcadère est ensuite transférée au théâtre en plein air du parc Morse à Kowloon entre Wong Tai Sin (en) et Lok Fu (en). En 2006, la structure est de nouveau transférée à côté de Murray House à Stanley, elle-même également démantelée brique par brique et déplacée depuis Central,. L'embarcadère est remis en service à Stanley le 31 juillet 2007.
La technologie de numérisation par laser 3D dans l'enregistrement numérique des structures est appliquée pour capturer les images 3D de la structure du toit. L'embarcadère est une étape sur une route de ferries kai-to entre Aberdeen et l'île de Po Toi opérée par la Tsui Wah Ferry (en),.